# 佐々木政勝
佐々木 政勝（ささき まさかつ）は、日本のアニメーター、キャラクターデザイナー、ゲーム原画家。シルバー所属。1990年代半ばまでの名義は、佐々木 正勝（読みは同じ）。18禁PCゲームでの別名義は、ささやん。

## 来歴
1980年代のデビューから現在に至るまで、アニメ制作現場の第一線で活躍中であり、種類を問わずさまざまな作品を担当できる作画技術の持ち主。それらを仕上げる手が早く、かつて机を構えていたサイレンスでは同僚から一目置かれていた。また、同業者かつ自分より若手の長谷川眞也にも「佐々木さんって、何描いても上手いんですけど、その中でも裸を描くと凄く目立つんですよ」と評されている。

## 主な作品

### テレビアニメ
1987年
- ミスター味っ子（原画）

1989年
- ピーターパンの冒険（原画）
- らんま1/2 熱闘編（原画）

1990年
- ふしぎの海のナディア（原画）

1991年
- 21エモン（原画）
- 機甲警察メタルジャック（原画）

1992年
- スーパーヅガン（エンディングアニメーション原画）
- バトルファイターズ 餓狼伝説（作画監督補佐）
- ヤダモン（原画）

1993年
- ミラクル☆ガールズ（原画）

1994年
- 勇者警察ジェイデッカー（原画）
- 魔法陣グルグル（原画）

1996年
- るろうに剣心 -明治剣客浪漫譚-（原画）

1998年
- 影技 SHADOW SKILL（原画）

1999年
- それゆけ!宇宙戦艦ヤマモト・ヨーコ（原画）
- エデンズボゥイ（原画）
- HUNTER×HUNTER（原画）

2000年
- 六門天外モンコレナイト（オープニングアニメーション原画・原画）

2001年
- 逮捕しちゃうぞ Second Season（原画）
- テイルズ オブ エターニア THE ANIMATION（原画）
- スターオーシャンEX（原画）
- サイボーグ009 THE CYBORG SOLDIER（原画）

2002年
- わがまま☆フェアリー ミルモでポン!（原画）
- SAMURAI DEEPER KYO（原画）

2003年
- マーメイドメロディー ぴちぴちピッチ（エンディングアニメーション原画・原画）
- 魔探偵ロキ RAGNAROK（原画）
- 神魂合体ゴーダンナー!!（原画）
- 鋼の錬金術師（原画）

2004年
- 今日から㋮王!（原画）
- ジパング（オープニングアニメーション原画・原画）
- 魔法少女リリカルなのは（傀儡兵デザイン）

2006年
- Fate/stay night（原画）
- 舞-乙HiME（原画）
- 奏光のストレイン（原画）
- 武装錬金（原画）

2007年
- 桃華月憚（原画）
- アイドルマスター XENOGLOSSIA（原画）

2008年
- RD 潜脳調査室（原画）

2009年
- 咲-Saki-（キャラクターデザイン・総作画監督・作画監督・オープニングアニメーション作画監督・エンディングアニメーション作画監督）

2010年
- 迷い猫オーバーラン!（原画）

2011年
- Aチャンネル（キャラクターデザイン・総作画監督・作画監督・原画・オープニングアニメーション作画監督・エンディングアニメーション作画監督）

2012年
- 咲-Saki-阿知賀編 episode of side-A（キャラクターデザイン・総作画監督・作画監督）
- ガールズ&パンツァー（オープニングアニメーション原画）

2013年
- ビビッドレッド・オペレーション（作画監督）

2014年
- 咲-Saki- 全国編（キャラクターデザイン・総作画監督・作画監督）
- 結城友奈は勇者である（原画）

2015年
- それが声優!（キャラクターデザイン・作画監督・オープニングアニメーション作画監督・エンディングアニメーション原画）
- ローリング☆ガールズ（作画監督補佐）

2016年
- 紅殻のパンドラ（原画）

2017年
- AKIBA'S TRIP -THE ANIMATION-（OP原画）
- ひなこのーと（作画監督）
- 賭ケグルイ（原画）
- 戦刻ナイトブラッド（原画）

2018年
- フルメタル・パニック! Invisible Victory（原画）

2019年
- ぼくたちは勉強ができない（キャラクターデザイン・総作画監督・作画監督）

2020年
- 群れなせ!シートン学園（キャラクターデザイン）
- トニカクカワイイ（キャラクターデザイン・作画監督）

2022年
- アークナイツ【黎明前奏/PRELUDE TO DAWN】（作画監督）

2023年
- トニカクカワイイ（第2期）（キャラクターデザイン・作画監督）
- 16bitセンセーション ANOTHER LAYER（キャラクターデザイン・作画監督）

2024年
- ブルーアーカイブ The Animation（アクションエフェクト作画監督・作画監督）

2025年
- 空色ユーティリティ（作画監督）

### 劇場アニメ
- ふしぎの海のナディア（原画）
- らんま1/2 中国寝崑崙大決戦! 掟やぶりの激闘篇!!（原画）
- 劇場版 魔法陣グルグル（原画）
- 21エモン 宇宙いけ! 裸足のプリンセス（原画）
- 映画 忍たま乱太郎（原画）
- 劇場版 六門天外モンコレナイト 伝説のファイアドラゴン（原画）
- Pa-Pa-Pa ザ★ムービー パーマン タコDEポン!アシHAポン!（原画）
- 劇場版 鋼の錬金術師 シャンバラを征く者（原画）
- デジモンアドベンチャー tri. 第2章「決意」（ED作画）
- デジモンアドベンチャー tri. 第3章「告白」（作画監督協力・原画）
- デジモンアドベンチャー tri. 第4章「喪失」（原画）
- デジモンアドベンチャー tri. 第5章「共生」（原画）
- デジモンアドベンチャー tri. 第6章「ぼくらの未来」（作画監督）
- ドラえもん映画作品シリーズ
  - 映画ドラえもん のび太の恐竜2006（原画）
  - 映画ドラえもん のび太の新魔界大冒険 〜7人の魔法使い〜（原画）
  - 映画ドラえもん のび太と緑の巨人伝（原画）
  - 映画ドラえもん 新・のび太と鉄人兵団 〜はばたけ 天使たち〜（原画）
  - 映画ドラえもん のび太の宇宙英雄記 （原画）
  - ドラミちゃん ハロー恐竜キッズ!!（原画）
  - ドラミちゃん 青いストローハット（原画）
  - ドラミ&ドラえもんズ ロボット学校七不思議!?（原画）
  - ザ☆ドラえもんズ 怪盗ドラパン謎の挑戦状!（原画）
  - ザ☆ドラえもんズ ムシムシぴょんぴょん大作戦!（原画）
  - 2112年 ドラえもん誕生（原画）
- スレイヤーズシリーズ
  - スレイヤーズRETURN（原画）
  - スレイヤーズぐれえと（原画）
  - スレイヤーズごうじゃす（原画）
  - スレイヤーズぷれみあむ（原画）
- クレヨンしんちゃんシリーズ
  - クレヨンしんちゃん アクション仮面VSハイグレ魔王（原画）
  - クレヨンしんちゃん 伝説を呼ぶブリブリ 3分ポッキリ大進撃（原画）
  - クレヨンしんちゃん 嵐を呼ぶ 歌うケツだけ爆弾!（原画）

### 一般OVA
- 魔物ハンター妖子2（オープニングアニメーション原画）
- 砂の薔薇 雪の黙示録（原画）
- らんま1/2 シャンプー豹変! 反転宝珠の禍（原画）
- 強殖装甲ガイバー ACT II（オープニングアニメーション原画）
- 新・キューティーハニー（原画）
- エンゼルコップ（原画）
- 七都市物語（原画）
- こどものおもちゃ（原画）
- それゆけ!宇宙戦艦ヤマモト・ヨーコシリーズ
  - それゆけ!宇宙戦艦ヤマモト・ヨーコ（原画）
  - それゆけ!宇宙戦艦ヤマモト・ヨーコII（エンディングアニメーション原画・原画）
- 銀河お嬢様伝説ユナ 深闇のフェアリィ（作画監督・原画）
- 銀河英雄伝説（原画）
- 超機動伝説ダイナギガ（原画）
- てなもんやボイジャーズ（原画）
- アカネマニアックス（オープニングアニメーションメカニック作画監督・オープニングアニメーション原画・メカニック作画監督・原画）
- ハヤテのごとく! ショートアニメDVD（原画）
- Aチャンネル+smile（キャラクターデザイン・総作画監督）
- トニカクカワイイ 〜SNS〜（キャラクターデザイン・作画監督）

### 15禁OVA
- プリンセス・ロード 薔薇と髑髏の紋章[注釈 1]（キャラクターデザイン[7]・作画監督）

### Webアニメ
2018年
- 百夜玲瓏（作画監督、原画）

2022年
- トニカクカワイイ 〜制服〜（キャラクターデザイン・作画監督）

2023年
- トニカクカワイイ 女子高編（キャラクターデザイン・作画監督）

### 一般ゲーム
- うる星やつら 〜ディア マイ フレンズ〜（原画）
- 宝魔ハンターライム（原画）
- ヘキサムーン・ガーディアンズ（原画）
- 汝子校戰艦シンフォニア（バストラーダデザイン）
- スターオーシャン1 First Departure（オープニングアニメーション原画・原画）
- エースコンバット3 エレクトロスフィア（アニメパート原画）

### 15禁PCゲーム
- あにまーじゃんV3（原画）
- ガイナロックR（3Dグラフィック

### 18禁PCゲーム
- VIPERシリーズ
  - VIPER -V6- 悪魔が来たりて…（キャラクターデザイン・原画）
  - VIPER GTS 悪魔は再び（キャラクターデザイン・作画監督）
  - VIPER -M1- THE MAY WORKS（原画）
  - VIPER -M1- MY MOTHERS（原画）
- Anxious 〜悠久のメモリー〜（キャラクターデザイン・原画）
- 萌・エ・ロ鬼ィちゃん（キャラクターデザイン・原画）
- 痴覚過敏 奥さん、すごく濡れてますよ……我慢できないんですか？（原画）